# Charo Ruiz
Charo Ruiz   (Carmona, 1978) és una dissenyadora de moda i empresària balear.
Filla i néta de modistes, va créixer a Sevilla envoltada de teixits i patrons. Va començar la seva carrera en la indústria com a model a la Barcelona dels anys seixanta, on va treballar amb Pertegaz i Paco Rabanne. A la fi dels setanta, amb 26 anys, es va establir a Eivissa, on va crear el seu propi taller. Va començar venent samarretes tenyides en una guingueta de Ses Salines fins que va anar a es Canar. El 1989 va fundar la marca Charo Ruiz. Té cinc punts de venda a Espanya i presència en més de 20 països d'Europa, Amèrica, Àsia i Àfrica. L'empresa està liderada pels seus fills, Pablo i Paloma.
El 2025 fou escollida com una de les 50 dones més influents de les Illes Balears per la revista Forbes.